# Miếng ngon Hà Nội
Miếng ngon Hà Nội là một tác phẩm bút ký của nhà văn Vũ Bằng, một nhà văn người Hà Nội gốc và rất sành về các món ăn Hà Nội. Tác phẩm được viết tại Hà Nội vào mùa thu 1952, sửa chữa và viết thêm tại Sài Gòn năm 1956, 1958, 1959. Cuốn truyện tập trung giới thiệu mười lăm món ăn đặc sản của Hà Nội cũng như cảm nhận, tâm tình và kỷ niệm của tác giả với Hà Nội thông qua các món ăn.
Ở đầu tác phẩm, Vũ Bằng cũng đã cảm ơn Quỳ, người vợ tần tảo của mình, người đã hỗ trợ ông viết cuốn sách này.

## Kết cấu
Câu chuyện xoay quanh 15 món ăn chia ra 17 phần chính: 
1. Dựng
2. Phở bò
3. Phở gà
4. Bánh cuốn
5. Bánh đúc
6. Bánh khoái
7. Bánh Xuân Cầu
8. Cốm Vòng
9. Rươi
10. Ngô rang, khoai lùi
11. Gỏi
12. Quà bún
13. Chả cá
14. Thịt cầy
15. Tiết canh, cháo lòng
16. Hẩu lốn
17. Trước khi ngừng bút

## Thu hồi sách vì sự cố in ấn sai sót "phản động"
Theo báo điện tử Tuổi Trẻ ngày 23 tháng 5 năm 2017, Cục Xuất bản, in và phát hành trực thuộc Bộ Thông tin – Truyền thông Việt Nam cho biết sẽ chỉ đạo thu hồi cuốn sách Miếng ngon Hà Nội do Công ty văn hóa Minh Tân - Nhà sách Minh Thắng thực hiện vì có sai sót nội dung. Thay vì nguyên văn trong trang 213 là: "Tôi ao ước một ngày đất nước thanh bình và thống nhất; toàn dân sát cánh với nhau ăn mừng Đại Nhật bằng một bữa tiệc vĩ đại có đủ những miếng ngon Hà Nội" thì đơn vị này đã tự sửa thành: "Tôi ao ước một ngày kia miền Bắc được giải thoát khỏi nanh vuốt Cộng sản, Quốc gia trở lại thanh bình và thống nhất; Toàn dân sát cánh với nhau ăn mừng Đại Nhật bằng một bữa tiệc vĩ đại có đủ những miếng ngon Hà Nội". Theo Cục xuất bản, in và phát hành thì nội dung như thế là "phản động".